# Gordon Lightfoot
Gordon Meredith Lightfoot (Orillia, Ontario, 1938. november 17. – Toronto, 2023. május 1.) kanadai énekes, dalszerző, aki nemzetközi sikereket ért el az amerikai népzenében, a folk-rockban és a countryzenében. Az 1960-1970-es években a népi popzenével is foglalkozott. Gyakran említik Kanada legnagyobb zeneszerzőjeként, és a folk-rock legendájaként.
Lightfoot leghíresebb dalai, különösen a For Lovin 'Me, az Early Morning Rain, a Steel Rail Blues, és a Darkness of Darkness címűek sokáig a legnépszerűbbek voltak az Amerikai Egyesült Államokban. Említésre méltó még a Black Day in July, (amely az 1967-es detroiti lázadásról szól), ez a dal széles körű elismerést hozott neki a '60-as években. Kanadában legnagyobb sikerét 1962-ben érte el, a Remember Me című dalával.  Amerikában az If You Could Read My Mind (1970) és a Sundown (1974) voltak a legsikeresebbek. A Carefree Highway (1974), a Rainy Day People (1975), és a The Wreck of the Edmund Fitzgerald (1976) című dalok, és sok másik is felkerült a Billboard Hot 100 40 legjobb helyére.
Számos albuma arany vagy multi-platinum minősítést ért el. Dalait olyan művészek és zenekarok is rögzítették mint Elvis Presley, Johnny Cash, Hank Williams, The Kingston Trio, Marty Robbins, Jerry Lee Lewis, Neil Young, Bob Dylan, Judy Collins, Barbra Streisand, Johnny Mathis, Herb Alpert, Harry Belafonte, Scott Walker, Sarah McLachlan, Eric Clapton, John Mellencamp, Jack Jones, Bobby Vee, Roger Whittaker, Tony Rice, Glen Campbell, The Irish Rovers, Nico, Olivia Newton-John, Paul Weller, Nine Pound Hammer, Ultra Naté, The Tragically Hip, és a The Unintended.

## Életrajza

### Korai évek
Gordon Lightfoot egy Orillia nevű városban, a kanadai Ontario-ban, idősebb Gordon Lightfoot és Jessie Vick Trill Lightfoot gyermekeként született 1938. november 17-én. Apja egy vegyészeti cég igazgatója volt. Édesanyja korán felismerte Gordon tehetségét, és zenei iskolába küldte. Első nyilvános előadásán, ami egy iskolai rendezvény volt, a Too Ra Loo Ra Loo Ral című dalt énekelte el. Ifjúkorában Ray Williams karmester irányítása alatt az Orillia-i Szent Pál-székesegyházban énekelt. Lightfoot elmondása szerint Williams megtanította neki, hogyan énekeljen érzelmeivel és hogyan bízhat a hangjában. Tizenkét éves korában, miután megnyert egy versenyt, először lépett fel a torontói Massey Hallban.
Tinédzserként Lightfoot saját magától megtanult zongorázni, dobolni és más ütőhangszereken játszani, valamint koncerteket tartott az Orillia északi részén fekvő Muskoka üdülőterületen. Lightfoot kitűnő eredménnyel végzett az Orillia District Collegiate & Vocational Institute zenei iskolában, majd megtanult játszani akusztikus gitáron. Szintén sikeres középiskolai versenyző volt, és iskolai rekordokat állított fel a lövészetben, valamint természettudományból is jeleskedett, és játszott a gimnázium futballcsapatában is. 1958-ban Kaliforniába költözött, hogy két évig tanulmányozza a jazz-zenét a Hollywood Westlake College of Music-ban, ahol sok kanadai diák tanult. Ahhoz, hogy támogatást szerezzen, énekelt a bemutató nyilvántartásokon. Pete Seeger, Bob Gibson, Ian és Sylvia Tyson és a The Weavers zenéje is nagyban hatott rá.
Egy ideig Los Angelesben bérelt magának lakást, de hiányzott neki Toronto, és 1960-ban visszatért Kanadába, elhagyta az Egyesült Államokat, H-1B vízummal. Miután visszament, Lightfoot a The Singin 'Swingin' -nel, a CBC TV Country Hoedown együttessel, valamint a Gino Silvi Singers-al szerepelt. Hamarosan Torontóban vált ismertté, mivel gyakran lépett fel ottani kávéházakban és éttermekben. 1962-ben Lightfoot két kislemezt adott ki, mindkettőt az RCA-nál, Nashville-ben rögzítették, és Chet Atkins segítségével forgalmazták. A Remember Me dalt ugyanebben az évben adta le először a Chum rádió Kanadában. A dal szinte azonnal sláger lett.
1963-ban Lightfoot Európába, az Egyesült Királyságba utazott egy évre. Miután visszatért Kanadába, folytatta a munkát a BBC-nél. Ian és Sylvia Tyson segítségével vette fel az Early Mornin 'Rain és For Lovin' Me című zenéket. Egy évvel később ugyanezen dalokat a Peter, Paul and Mary együttes is rögzítette. De felvette őket Elvis Presley, Chad & Jeremy, George Hamilton IV, a The Clancy Brothers, és a Johnny Mann Singers. Marty Robbins a Ribbon of Darkness-t, Leroy Van Dyke az I'm Not Saying-et, Richie Havens és Spyder Turner az I Can't Make It Anymore-t, a The Kinston Trio pedig ismét az Early Morning Rain-t vette föl. Ezek a zenészek vagy együttesek mind sikert értek el Lightfoot zenéjével.

### United Arists

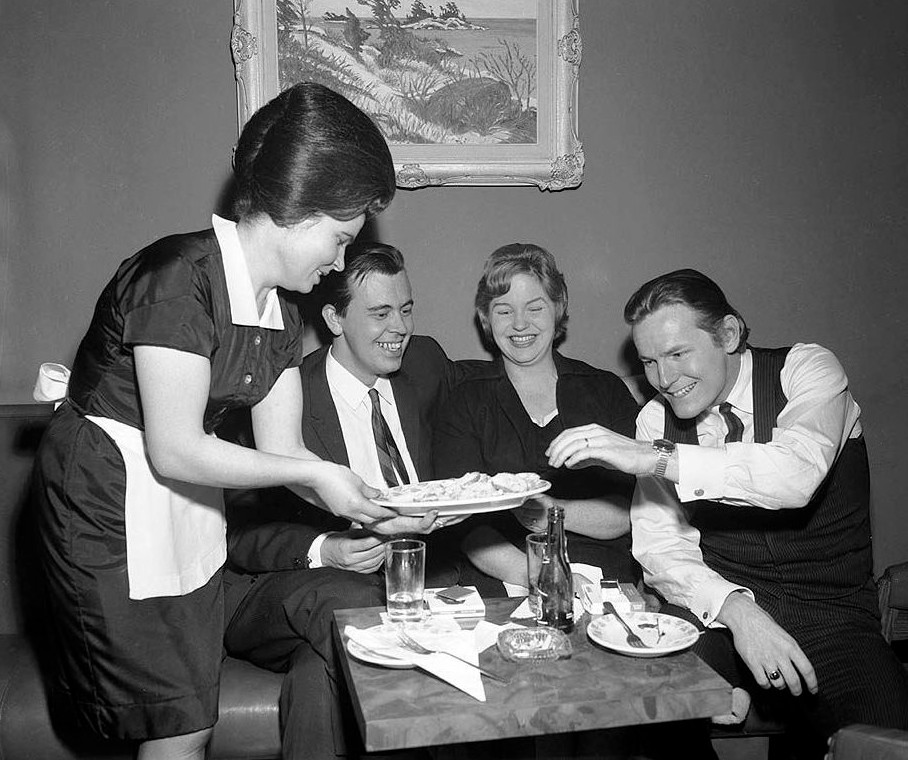
Gordon Lightfoot (jobbra) az United Artists egyik torontói irodájában 1965-ben

1965-ben Gordon Lightfoot szerződést írt alá Albert Grossmannal, aki sok más, kiemelkedő amerikai népművészt is képviselt, valamint szerződtetett a United Artists-al, ami azonnal kiadta az I'm Not Sayin egyedülálló változatát. A Newport Folk Festival-on, és a The Tonight Show-ban Johnny Carson mellett szerepelt, ami csak erősítette hírnevét. 1966-ban megjelentette a Lightfoot! című albumát. Az album számos híres dalt tartalmazott, köztük a For Lovin 'Me, az Early Mornin' Rain, a Steel Rail Blues és a Darkness of Darkness. A Lightfoot!-tal Gordon lett az első kanadai zenész, aki anélkül vált sztárrá, hogy az Egyesült Államokba költözött volna.
1966-ban a CBC megbízta Gordont, hogy írja meg a Canadian Railroad Trilogy-t egy speciális előadásra, amit 1967. január 1-én tartottak. 1966-1969 között Gordon négy új albumot adott ki: The Way I Feel, (1967) Did She Mention My Name?, (1968) Back Here on Earth, (1968) és a Sunday Concert (1969). Az 1968-as albumon jelent meg a Black Day in July amely a detroiti lázadásról szól. Egy évvel később, 1968. április 4-én gyilkolták meg Martin Luther Kinget, akinek emlékére a rádió ezt a dalt sugározta. Gordon Lightfoot az évtized végére már elégedetlen volt a Untited Artists-al, és következő albumát (If You Could Read My Mind) már a Warner Bros. Records publikálta 1971-ben.
Az 1960-as évek végén Gordon sikere tovább nőtt. 1967-ben kezdte meg első kanadai nemzeti turnéját, és New Yorkban is fellépett. 1967 és 1974 között Lightfoot turnézott Európában és Ausztráliában.

### Warner Bros. és Reprise
1970-ben Lightfoot aláírta a szerződést a Warner Bros./Reprise-nál, az első dal amit itt adott ki, az If You Could Read My Mind volt. Ezt a dalt az ihlette, hogy elvált első feleségétől, Brita Ingegerd Olaissontól, akivel 1963 óta éltek együtt. A dal hatalmas sikert aratott, 1971 elején több mint egymillió példányban kelt el, a kritikusoktól is pozitív visszhangot és arany minősítést kapott. A dal eredetileg az 1970-es Sit Down Young Stranger albumon jelent meg, amiből azonban kevés fogyott. A dal sikere után az albumot átkeresztelték a dal címére; ez lett az ötödik az eladási listán, és jelentős fordulópontot jelentett Lightfoot karrierjében. Az albumban szerepelt a Me and Bobby McGee második felvétele, valamint a The Pony Man, a Your Love's Return és a Minstrel Of The Dawn.
Az elkövetkező hét évben Gordon sikeres albumokat adott ki, amelyek énekes-dalszerzővé alakították:
- Summer Side of Life (1971), a Ten Degrees and Getting Colder, a Miguel, a Cabaret, a Nous Vivons Ensemble és a címben megjelenő dal
- Don Quixote (1972), a Beautiful, a Looking at the Rain, a Christian Island és a címben megjelenő dal
- Old Dan's Records (1972), a címben megjelenő dal, a That Same Old Obsession / You Are What I Am című kétoldalas dal, a It's Worth Believin és a Can't Depend on Love dalok
- Sundown (1974). A címben szereplő dal mellett a Carefree Highway, a Seven Island Suite, a Watchman's Gone, a High and Dry, a Steel of Steel és a Late for Prayin szerepel.
- Cold on the Shoulder (1975). A címben szereplő dal mellett a Bend in the Water, a The Soul Is the Rock, a Rainbow Trout, a All the Lovely Ladies és a Rainy Day People dalok találhatók.
- Gord's Gold (1975), ez kilenc új változatát tartalmazza a United Artists korszakának legnépszerűbb dalait
- Summertime Dream (1976), a The Wreck of the Edmund Fitzgerald mellett az I'm Not Supposed to Care, a Race Among the Ruins, a Spanish Moss, a Never Too Close és a címben szereplő dal
- Endless Wire (1978), a Daylight Katy, az If Children Wad Wings, a Sweet Guinevere, a The Circle Small, a Back Here on Earth új verziója, és a címben szereplő dal

Az 1970-es években Gordon Lightfoot dalai széles témaköröket öleltek fel, köztük a Don Quixote, ami Miguel de Cervantes híres irodalmi alakjáról szól, az Ode Big Blue az akkor már illegális bálnavadászatról, a Beautiful, a szerelemről. A Carefree Highway a szabadságról a Protocoll pedig a háború hiábavalóságáról szól.
1972-ben Gordon arcidegbénulást kapott, ami miatt fél arca 2 hónapra lebénult. A szorongás csökkentette az utazási ütemtervét, de Lightfoot továbbra is jelentős eredményeket ért el: 1974 júniusában kiadta Sundown című albumát, ami az eladási listákon Amerikában és Kanadában is az első helyre került. Ez volt az egyetlen ilyen dal az Egyesült Államokban.
1975. november 24-én Lightfoot elolvasta a Newsweek magazin egyik cikkét, aminek a címe a The Cruelest Month volt. Ebben a cikkben írtak az SS Edmund Fitzgerald nevű teherhajóról, amely 1975. november 10-én süllyedt el a Felső-tavon egy viharban. A katasztrófában a hajó 29 tagú legénysége mind egy szálig odaveszett. A következő évben megjelent  The Wreck of the Edmund Fitzgerald című dalának dalszövege a cikkben szereplő tényeken alapultak. Az Egyesült Államok Billboard Hot 100 diagramján a második lett, Kanadában volt az első számú sláger. A dal később eljutott Észak-Írországba, ahol Bobby Sands 1981-ben új szöveget írt a dalhoz, az új címe Back Home In Derry lett.
A Dream Street Rose album az előző évtizedben, Lightfoot által létrehozott folklór hangot tartalmazza. A címben szereplő dalon kívül olyan zenéket is tartalmaz, mint a Horn of Cape Horn és a The High Seas. Ez magában foglalja az 1950-es évek Leroy Van Dyke-kal készített kompozícióját, a The Auctioneer-t is.
A Shadows album az 1970-es évek akusztikus hangjától eltérést mutat, és felnőttkori hangzást mutat be.
Az 1983-as Salute album nem mutatott egyetlen sikert sem; az 1986-os East Midnight albumnak több akusztikus dala volt, mint a The Passing Ship, a Morning Glory és a I'll Tag Along.
1987 áprilisában Lightfoot pert indított Michael Maseer ellen, azt állítva, hogy Masser dallama erősen hasonlít a The Greatest Love of All című dalához. Végül peren kívül megegyeztek, és Masser nyilvánosan bocsánatot kért.
Lightfoot az évtizedet a Gord's Gold, Vol. 2 albummal zárta le 1988 végén, amely a legelterjedtebb dalainak újrarögzített változatait tartalmazza, beleértve az 1970-es The Pony Man című dalát is. Az eredeti gyors és akusztikus és körülbelül három percig tart. Ez az új verzió lassabb, és négy perccel hosszabb.
Az 1990-es években Lightfoot visszatért az akusztikus gyökereihez, és két albumot adott ki. 1999-ben a Rhino Records kiadta a Songbook-ot, egy négy CD-t tartalmazó felvételkészletet, amely ritka és máshol nem kiadott zeneszámokat tartalmazott az 1960-as, 1970-es, 1980-as és 1990-es évekből, valamint egy kis keménykötésű füzetet a rajongóinak, amely leírta, hogyan hozta létre ezen dalait.
2000 áprilisában Lightfoot élő koncertet adott Reno-ban, Nevada-ban; ezt az egy órás műsort később kiadták DVD-n.

### Betegsége és visszatérése
2002 januárjáig Gordon 30 új dalt írt a következő stúdióalbumához.  Szeptemberben, második koncertje előtt, Lightfoot rosszul lett, és kórházba kellett szállítani. A műtétet a megszakadt hasi aorta aneurizma miatt végezték, és súlyos állapotban maradt az intenzív osztályon. További négy alkalommal kellett megműteni. és számos koncertje elmaradt. Csak decemberben engedték ki a kórházból.
2003-ban Lightfoot nyomonkövetési műtéten ment végbe a hasi állapotának kezelésére. Novemberben egy új szerződést írt alá a Linus Entertainment-szel, és a betegség óta először kezdte meg a zenekarával való próbát. 2003-ban a Borealis Records, a Linus Entertainmenthez kapcsolódó címke kiadta a Beautiful: A Tribute to Gordon Lightfoot-ot. Ezen az albumon különböző zenekarok, köztük a The Cowboy Junkies, Bruce Cockburn, Jesse Winchester, Maria Muldaur és a Tragically Hip rögzítették Lightfoot dalait.
2004-ben adta ki Harmony című albumát új dalokkal.
2010-ben a Twitteren a halálhírét keltették, egy Facebook oldalt is létrehozta az "emlékére". Gordon ezután saját maga jelentette hogy jól van. Ugyanebben az évben bekerült Songwriters Hall of Fame-be.
35 év után Gordon 2015-ben ismét Európába ment koncertezni: Angliában, Dublinban és Skóciában lépett fel.

## Hatása
Gordon Lightfoot zenei pályafutása több mint öt évtizede tart, több mint 200 felvételt készített. Ő segített meghatározni az 1960-as és 1970-es évek népi-pop hangját, dalait olyan művészek, mint Bob Dylan, Gene Clark, Dan Fogelberg, Jimmy Buffett és Jim Croce is felvették. Bob Dylan ezt a megjegyzést tette a művészre: "Nincs Gordon Lightfoot-dal, amit nem szeretnék. Valahányszor meghallom egy dalát, úgy érzem, azt szeretném, hogy örökre maradjon .... Lightfoot a mentorom lett, valószínűleg még ma is az.

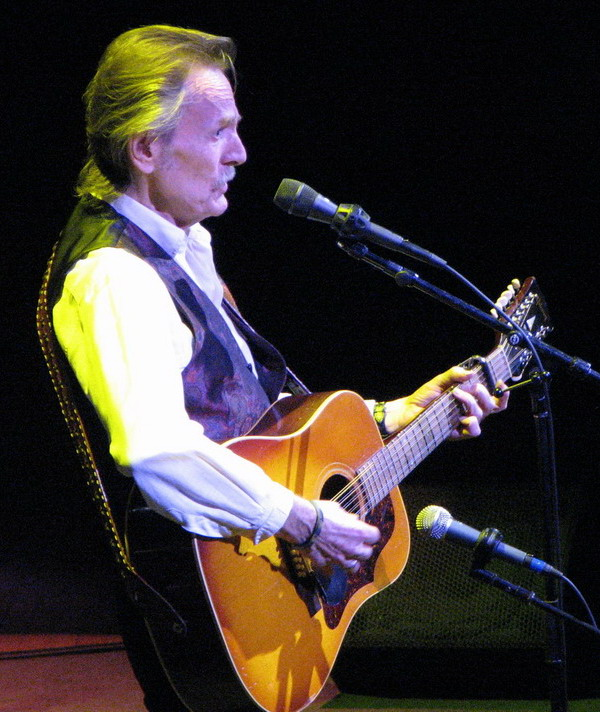
Torontóban, 2008-ban

2017 júniusában Lightfoot ötödik helyezett a CBC 25 legjobb kanadai dalszerzőjének listáján.
Nicholas Jennings, Lightfoot életrajzírója összegzi örökségét: "A neve a vonatokról és a hajótörésekről, a folyókról és az autópályákról, a szerelmesekről és a magányról szól. Kétségtelenül Kanada legnagyobb dalszerzője. "

## Hangja
Gordonnak bariton hangja van, és általában ugyanazon a 12 húros akusztikus gitáron játszik.

## Magánélete
Gordon Lightfoot háromszor nősült: Első felesége a svéd származású Brita Ingegerd Olaisson, akitől két gyermeke született: Fred és Ingrid. 1973-ban váltak el, de akkor már két éve nem éltek együtt. Második felesége Elizabeth Moon, akivel 1989-ben házasodtak össze. Két gyermekük született, 2011-ben váltak el.
Harmadik felesége Kim Hasse, akit 2014-ben vett el.

## Díjai, elismerései

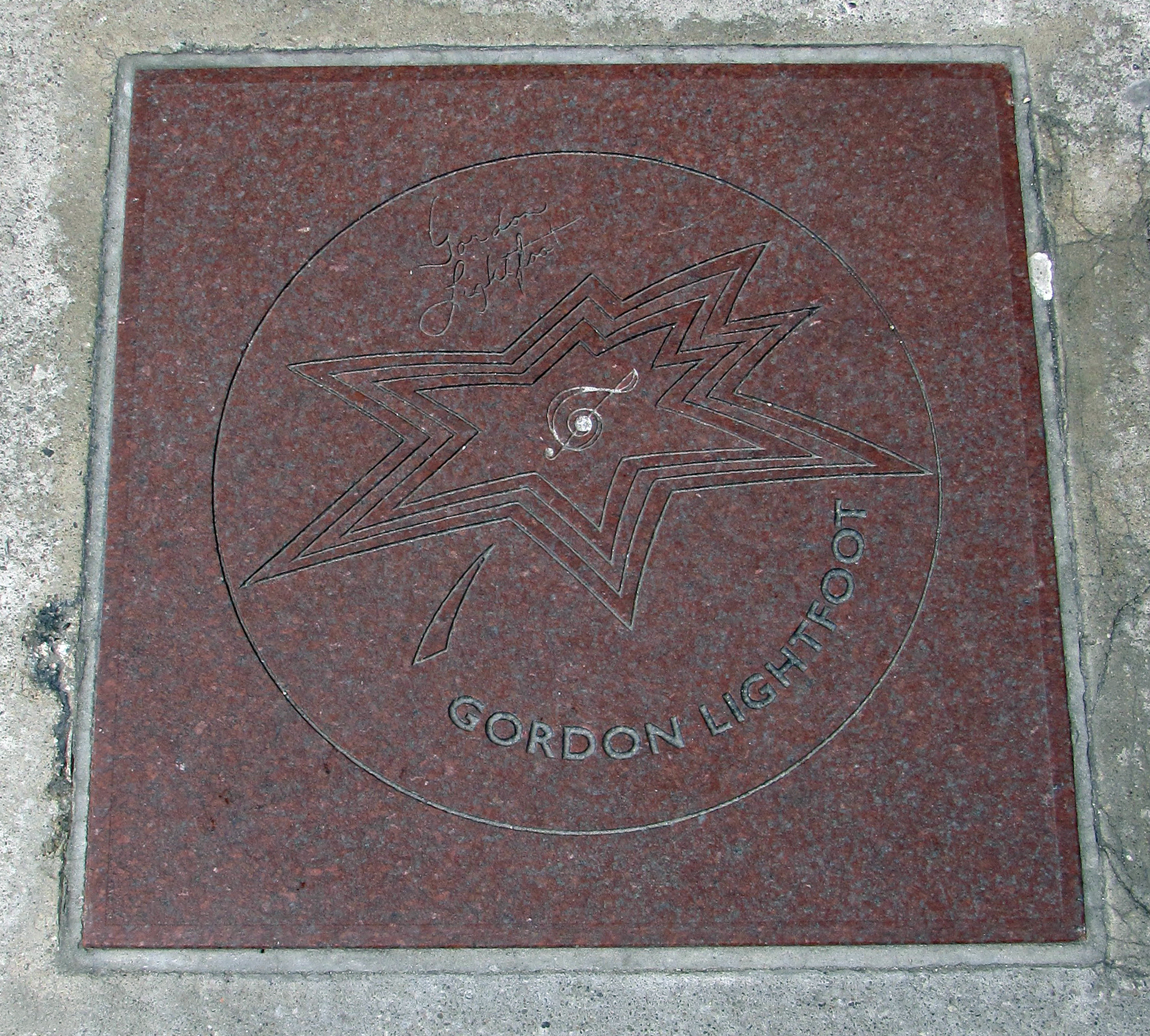
Csillaga a Walk of Fame-en

Egyedül, Gordon Lightfoot az albumaihoz és kislemezeihez kapcsolódó különféle díjakon kívül tizenhat Juno-díjat kapott 1965-ben, 1966-ban, 1968-ban, 1969-ben, [66] 1974-ben, 1974-ben, 1975-ben, 1976-ban és 1977-ben a népi énekesért. Az év zeneszerzőjeként 1972-ben és 1976-ban. 1971-ben, 1974-ben, 1976-ban és 1977-ben kapta meg az ASCAP díjakat, és öt alkalommal jelölték Grammy-díjra.

## Diszkográfiája
- Lightfoot! (1966)
- The Way I Feel (1967)
- Did She Mention My Name? (1968)
- Back Here on Earth (1968)
- Sunday Concert (1969)
- Sit Down Young Stranger (If You Could Read My Mind) (1970)
- Summer Side of Life (1971)
- Don Quxiote (1972)
- Old Dan's Records (1972)
- Sundown (1974)
- Cold on the Shoulder (1975)
- Summertime Dream (1976)
- Endless Wire (1978)
- Dream Street Rose (1980)
- Shadows (1982)
- Salute (1983)
- East of Midnight (1986)
- Waiting for You (1993)
- A Painter Passing Through (1998)
- Harmony (2004)
- All Live (2012)
- Solo (2020)

## Fordítás
Ez a szócikk részben vagy egészben  a   Gordon Lightfoot című angol Wikipédia-szócikk ezen változatának fordításán alapul.  Az eredeti cikk szerkesztőit annak laptörténete sorolja fel. Ez a jelzés csupán a megfogalmazás eredetét és a szerzői jogokat jelzi, nem szolgál a cikkben szereplő információk forrásmegjelöléseként.